# Szymanów (powiat średzki)
Szymanów – wieś w Polsce położona w województwie dolnośląskim, w powiecie średzkim, w gminie Malczyce.

## Podział administracyjny
| SIMC    | Nazwa   | Rodzaj     |
| ------- | ------- | ---------- |
| 0876991 | Zawadka | przysiółek |

W latach 1975–1998 miejscowość należała administracyjnie do województwa wrocławskiego.